# Schizoneurata tissoti
Schizoneurata tissoti är en insektsart som beskrevs av Hille Ris Lambers 1973. Schizoneurata tissoti ingår i släktet Schizoneurata och familjen långrörsbladlöss. Inga underarter finns listade i Catalogue of Life.